# ベルガンティ
ベルガンティ（仏: Berganty）は、フランス南西部のオクシタニー地域圏ロット県に属するコミューン。

## 地理
県の南東部に位置し、16kmほど西には県都のカオール、7kmほど北西には小郡の中心地のサン＝ジェリーがある。ロット川右岸の台地に位置するためやや標高が高い。

## 行政
- 市長：ジャン＝ジャック・ミニョー（Jean-Jacques Mignot、2001年から） - 市長になる前は農夫であった。

## 人口の推移
| 1962年 | 1968年 | 1975年 | 1982年 | 1990年 | 1999年 | 2006年 |
| ------ | ------ | ------ | ------ | ------ | ------ | ------ |
| 73     | 98     | 127    | 112    | 74     | 93     | 96     |

INSEEより。